# Атаулла Гуерра
Атаолла Гуерра (англ. Ataullah Guerra, нар. 14 листопада 1987 року, Лавентілль, Тринідад і Тобаго) — тринідадський футболіст, півзахисник. Гравець збірної Тринідаду і Тобаго.

## Кар'єра
Вихованець клубу «Сан-Хуан Джаблоті». У 20 років зумів потрапити в основну команду. У її складі він двічі ставав чемпіоном країни. Потім протягом двох років Гуерра виступав за інший місцевий клуб «Каледонія».
У 2013 році півзахисник грав у чемпіонаті Фінляндії за «РоПС». Через рік Гуерра повернувся на батьківщину і підписав контракт з клубом «Централ».

### У збірній
За збірну Тринідаду і Тобаго викликається з 2008 року. Дебютував за неї Гуерра тільки через два роки у товариській грі проти збірної Антигуа і Барбуди. З тих пір він став постійно викликатися до розпорядження національної команди, став з нею фіналістом Карибського кубка та чвертьфіналістом Золотого кубка КОНКАКАФ 2015 року.

## Досягнення
- Чемпіон Тринідаду і Тобаго (2): 2007, 2008
- Володар Кубка Тринідаду і Тобаго (2): 2011/12, 2012/13